# Aleodorus partitus
Aleodorus partitus är en skalbaggsart som först beskrevs av Leconte 1866.  Aleodorus partitus ingår i släktet Aleodorus och familjen kortvingar. Inga underarter finns listade i Catalogue of Life.